# Esconnets
Esconnets é uma comuna francesa na região administrativa de Occitânia, no departamento dos Altos Pirenéus. Estende-se por uma área de 2,31 km². Em 2010 a comuna tinha 35 habitantes (densidade: 15,2 hab./km²).